# 贵池市
贵池市，是中华人民共和国安徽省已撤销县级市，1988年始建，2000年最终撤销。
贵池市位于安徽省西南部，地处长江中下游南岸，治所在今池州市贵池区池阳街道，属池州地区。2000年，池州地区撤销，改设地级池州市；原县级贵池市改置贵池区。

## 建制沿革

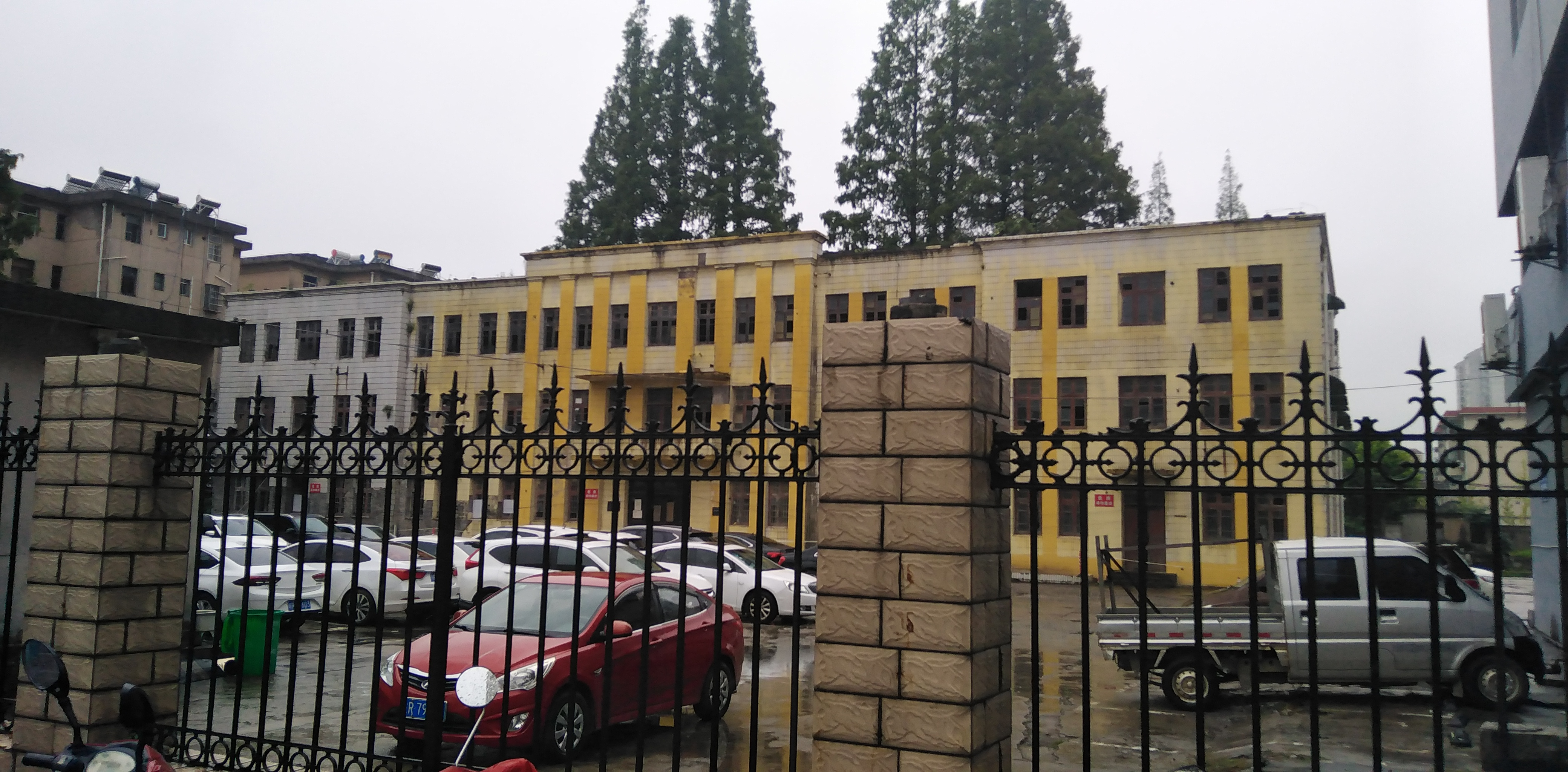
1988年8月17日至2000年6月25日的贵池市人民政府所在地

1988年8月18日，国务院批准安徽省调整安庆地区行政区划，复置池州地区，同时撤销贵池县，建立县级贵池市，属池州地区，其辖境不变。12月8日，中共贵池市委、贵池市人民政府举行挂牌仪式，正式宣告成立。市人民政府驻池州镇长江南路25号 。
2000年6月25日，国务院批准池州地区及贵池市撤消，设立地级池州市。原县级贵池市改设贵池区。新设立的贵池区为池州市中心所在。10月26日，中共贵池区委、贵池区人民政府正式成立。区人民政府仍驻池阳街道长江南路25号。

## 行政区划
至2000年底，全市下辖以下乡级行政区划：
- 4个街道：池阳街道、秋浦街道、江口街道 、里山街道[註 4]。
- 8个镇；梅街、牌楼、观前、梅龙、马衙、涓桥、殷汇、乌沙。
- 16个乡：清溪、里山、江口、驻驾、高脊岭、阮桥、木闸、晏塘、铜山、唐田、高坦、灌口、棠溪、梅村、刘街、解放、墩上、茅坦、桐梓山。

## 经济
1997年，当地国内生产总值为27.5亿元，较1988年增长5.1倍，年均增长22%。但由于受到国有企业改革、东南亚金融危机和1998年水灾的影响，贵池市经济增长率跌至2.3%。2000年，当地国内生产总值为28.02亿元，人均GDP为5012元（约合605美元（2000年美元，相当于2025年的1.07千美元）），仅相当于全国平均水平（约合959美元（2000年美元，相当于2025年的1.7千美元））的64%。

## 人口
2000年底总人口61万人，其中城镇人口13万人。

### 民族组成
境内民族有汉族、回族、傣族、苗族等14个，其中，汉族占总人口的98%。人口密度为240人/平方公里。

## 交通
- 318国道，上海至聂拉木，原 509省道芜湖至大渡口镇公路，1989年升格为国道。
- 321省道芜湖至贵池公路，1997年通车。贵池城区段又名东湖路，城区以西段2015年通车。

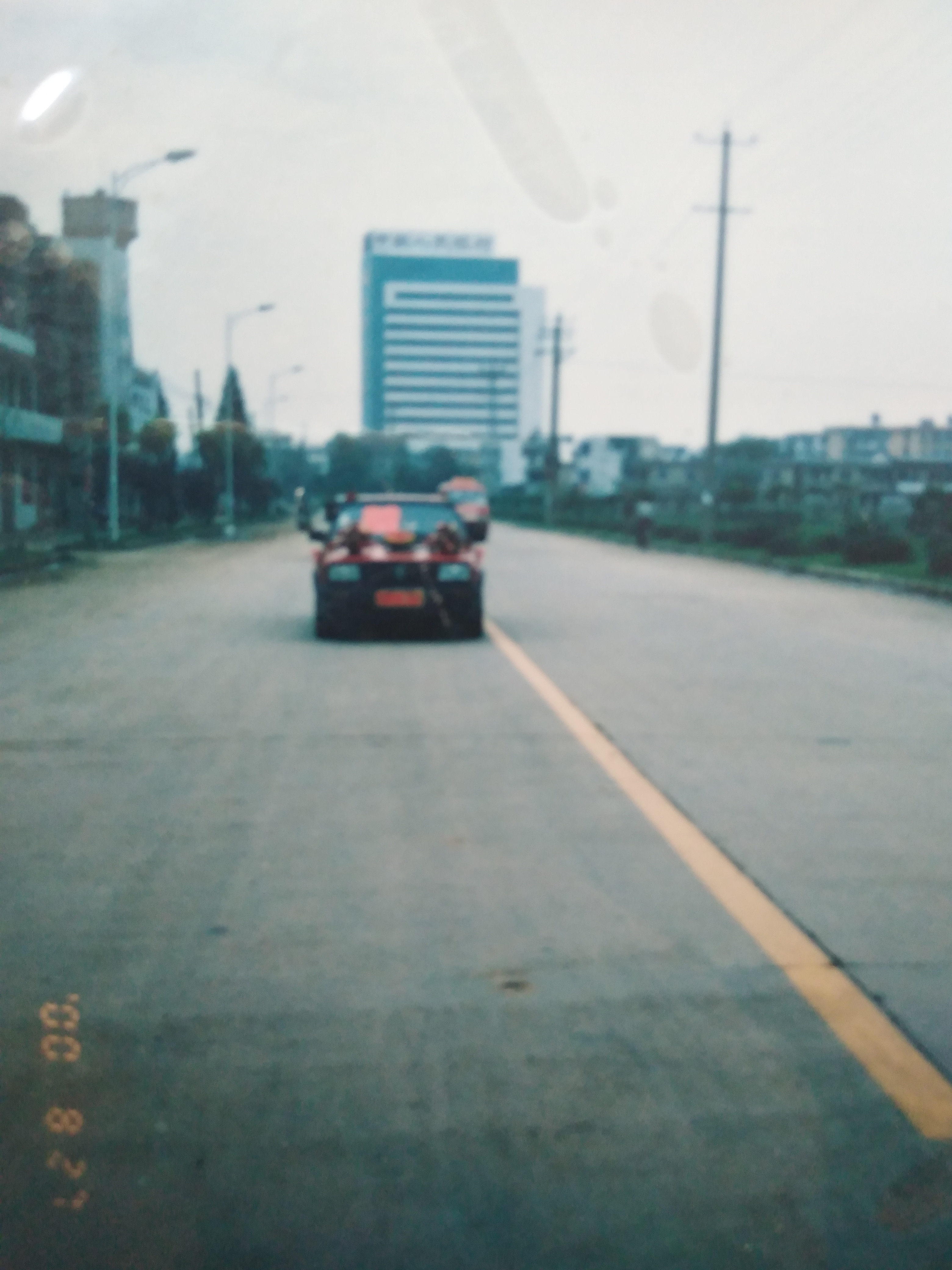
东湖中路，2000年

- 铜九铁路

### 公共交通

#### 公交
| 线路 | 起点       | 终点       | 路线长度 | 开通时间      | 承包公司                     |
| ---- | ---------- | ---------- | -------- | ------------- | ---------------------------- |
| 1    | 池州港     | 池州汽车站 | 3.5km    | 1991年6月1日  | 贵池市公共交通公司           |
| 2    | 西门大桥   | 507码头    | 8.4km    | 1999年9月18日 | 合肥市今世缘经济发展有限公司 |
| 3    | 江口乡政府 | 齐山公园   | 16km     | 1999年9月18日 | 合肥市今世缘经济发展有限公司 |
| 5    | 池州港     | 贵池中学   | 6km      | 2000年9月2日  | 贵池市公共交通公司           |

1988年，贵池市城区仅有池州客运码头至贵池长途汽车站一条公交线路，并且只有公交车2辆，每二十分钟一班，由国营池州汽车运输公司经营，城市公共交通事业明显滞后。1991年6月，贵池市公共交通公司成立，并购置公交车6辆，开辟全长3.5公里的第一条公交车线路，1992年元月投入运营。但直到90年代末，贵池城区内仍只有公交车12辆。1999年7月，合肥今世缘经济发展有限公司以有偿转让方式取得2路、3路公交线路的经营权，并于当年9月18日正式投入运营。2000年9月，当地公交公司又增开池州港经贵池实验小学至贵池中学学生乘车专线，即5路公交车。至2000年底，全市有公交车辆34辆，城市客运状况有所改善。

#### 出租车
1991年3月，池州汽车运输公司增设“小汽车出租公司”，乃池州市出租车业务之发端。当时仅有吉普车、桑塔纳、 捷达等共5辆，但1994年该公司实行产权改革将上述车辆变卖给个人经营。至1998年2月，贵池城区的出租车已达500多辆，且多为桑塔纳、大众捷达、神龙富康（雪铁龙ZX）。为加强管理，1998年4月20日，当地政府出台条例，规范出租车经营，并于2000年1月再次进行整顿，号牌统一改为「皖R80XXX」，按红色40%、黄色35%、绿色25%统一喷漆，安装顶灯、计价器。

## 政治
| 机构     | · 中国共产党 · 贵池市委员会 · 书记 | 贵池市人民代表大会 常务委员会 主任 | 贵池市人民政府 市长 | · 中国人民政治协商会议 · 贵池市委员会 · 主席 |
| -------- | ---------------------------------- | ---------------------------------- | ------------------- | -------------------------------------------- |
| 姓名     | 钱学明                             | 胡连松                             | 方志恒              | 耿绪良                                       |
| 民族     | 汉族                               | 汉族                               | 汉族                | 汉族                                         |
| 籍贯     | 安徽省贵池市                       | 安徽省桐城市                       | 安徽省枞阳县        | 江苏省如东县                                 |
| 出生日期 | 1960年5月（64歲）                  | 1953年10月（71歲）                 | 1952年5月（72歲）   | 1949年3月（75—76歲）                         |
| 就任日期 | 2000年6月                          | 1998年12月                         | 1997年12月          | 2000年3月                                    |

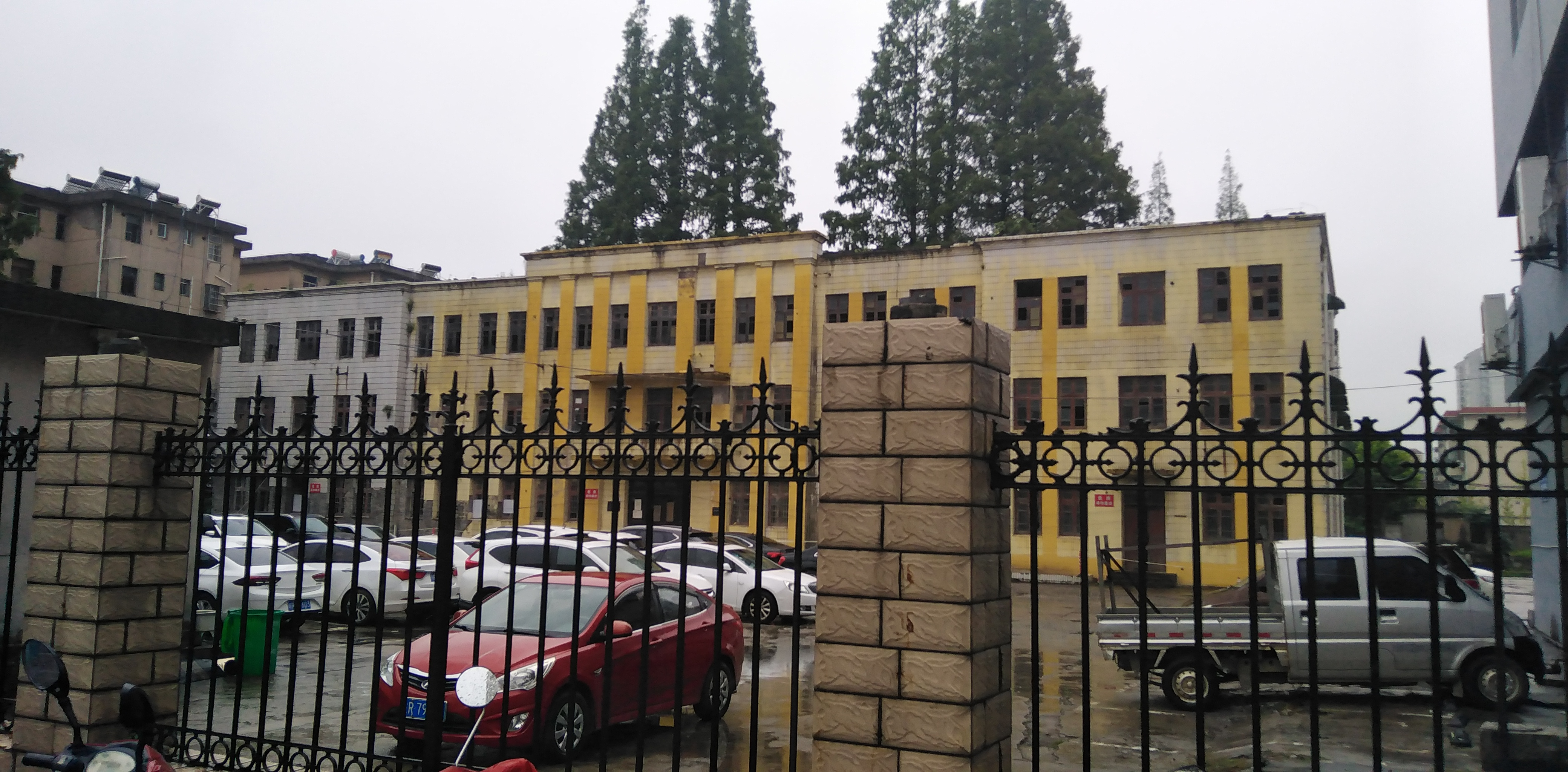
原贵池市人民政府所在地

| 中共貴池市委書記 - 姜宗良（1988年12月-1989年12月） - 张渭德（1990年1月-1992年10月） - 崔朝林（1992年10月-1995年7月） - 胡连松（1995年7月-1998年9月） - 张荣华（1998年9月-2000年6月） - 钱学明（2000年6月-2000年10月） | 貴池市人民政府市長 - 张渭德（1988年12月8日－1990年1月20日） - 朱永能（1990年1月21日－1993年1月9日） - 朱四德（1993年1月10日－1997年12月23日） - 方志恒（1997年12月24日－2000年10月25日） |

## 文化、教育、卫生

### 文化
贵池市拥有两座电视台、一座广播电台和两家报业公司：
- 电视台：贵池电视台[註 6]、池州电视台。[16]
- 广播电台：贵池人民广播电台
- 报业公司：池州日报、池州广播电视报。

### 教育
截止2000年年底，贵池市城区内有以下教育机构：
- 中学4所：贵池中学、杏花村中学、第二中学、第三中学。
- 小学5所：城关小学、贵池市实验小学、城西小学、池口小学、南湖小学。
- 幼儿园2所：贵池市幼儿园、池州地区行政公署直辖幼儿园。
- 安徽省、池州地区驻贵池市大学专科学校1所：池州师范专科学校。

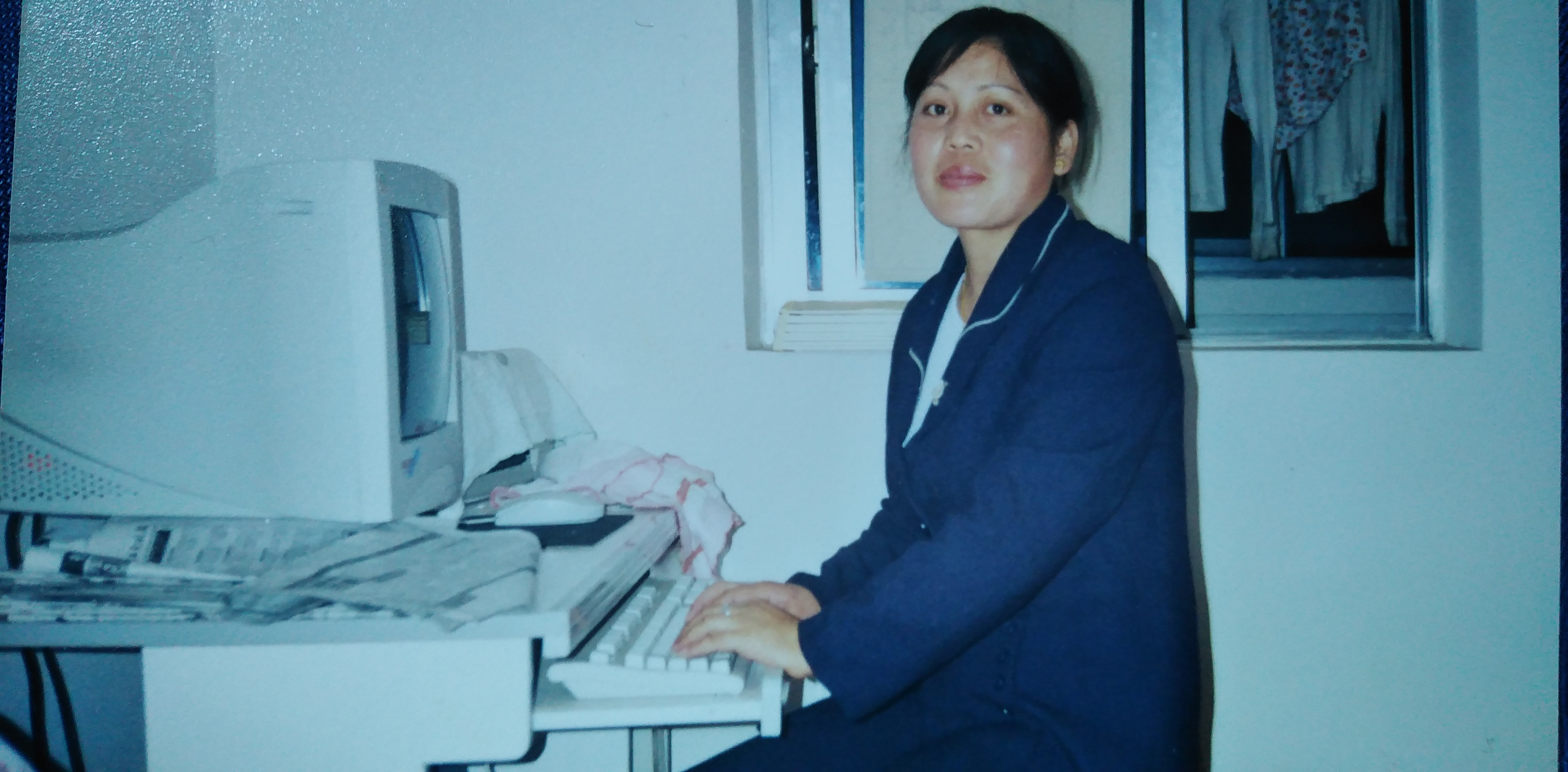
1998年，正在操作计算机的女青年

- 中等专科学校9所。

2000年底，在校师生近4万人。

### 卫生
城区内的医院有：
- 贵池市人民医院
- 贵池市中医醫院
- 贵池市血吸虫病防治站
- 贵池市卫生防疫站
- 贵池市妇幼保健站
- 池州地区人民医院
- 安徽省计划生育学校附属医院

## 備註
1. ↑  1988年8月17日，贵池撤县设市，原县长改为市长。
2. ↑  2000年6月25日，贵池撤市設区，原市长改为区长。
3. ↑  位于池州市贵池区池阳街道长江中路98号公共停车场院内。
4. ↑  1999年，贵池市人民政府撤销里山乡、江口乡，分别设立街道办事处。但直到2001年8月江口、里山办事处才正式挂牌。
5. ↑  2004年9月18日经安徽省人民政府批准，撤销该合同，成立池州公交集团。
6. ↑  1985年7月31日开播。1999年9月29日撤销，并入池州电视台。